# Conus teramachii
Conus teramachii е вид охлюв от семейство Conidae. Видът не е застрашен от изчезване.

## Разпространение и местообитание
Разпространен е в Австралия (Западна Австралия и Куинсланд), Кения, Мадагаскар, Майот, Мозамбик, Нова Зеландия (Северен остров), Нова Каледония, Провинции в КНР, Сомалия, Тайван, Танзания, Южна Африка (Квазулу-Натал) и Япония.
Обитава пясъчните дъна на океани и морета. Среща се на дълбочина от 570 до 675 m, при температура на водата около 8 °C и соленост 34,6 ‰.